# Cristina Carrascosa Cobos
Cristina Carrascosa Cobos (Valencia, 1987) es una abogada española especializada en derecho de empresas, tecnología blockchain y criptoactivos, CEO de ATH21.

## Biografía
Nació en Valencia en 1987. Le interesaba ser diseñadora de moda, pero su madre le motivó a estudiar una carrera con salida. Tras licenciarse en Derecho en IE Business School,realizó un máster en Derecho Fiscal y Tributario y después otro en Asesoría Jurídica de empresas.

### Trayectoria profesional
Hasta los 25 años trabajó en despachos internacionales, como Broseta, Cuatrecasas o Pinsent Masons, entre Madrid y Valencia.En Écija, otro gran despacho, abrió la práctica de criptoactivos. De allí fue a Suiza donde las emisiones de criptoactivos eran legales y se convirtió en experta en la temática.
Descubrió bitcoin, como criptomoneda, en el año 2014 y pensó que podría cambiar las cosas, así que dejó su trabajo y se trasladó a Madrid para poder estar más cerca de quienes, entonces, sabían más de esa tecnología.En 2019 asesoró al equipo de Crypto Birds que lanzó la primera emisión de monedas virtuales en España bajo supervisión del regulador.
En 2020 despidieron a una persona de su equipo y ella dejó también su puesto. Sus clientes de criptomonedas le pidieron seguir trabajando con ella, y en 2021 puso en marcha ATH21, la primera firma legal española especializada en blockchain y criptomonedas.
En 2024 era la única mujer española en el grupo de trabajo del Observatorio y Foro Blockchain de la Comisión Europea (CE) para elaborar el reglamento MICA, el primero a nivel mundial que regula este mercado.
Como presidenta de la Asociación de Profesionales y Empresas de Criptoactivos de España (APECE), fue una de las personas expertas que informaron en el Congreso de los Diputados sobre el contenido de la nueva Ley de Mercado de Valores, la primera Ley que permite tokenizar instrumentos financieros, en materia de criptoactivos.

### Trayectoria docente
Es profesora asociada en el IE Business school, donde imparte materias relacionadas con Blockchain y retos legales, así como directora académica del Programa Blockchain del IE Law School.

## Premios y reconocimientos
- 2024 Elegida por Forbes como una de las 35 mujeres españolas líderes en tecnología.[11]